# كابروني كا.97
كابروني كا.97 (بالإنجليزية: Caproni Ca.97)‏ هي طائرةٌ إيطاليَّة، صنعتها شركة كابروني للطائرات، وكان أول تحليقٍ لها في 1927.